# Малый Таймыр
Ма́лый Таймы́р — остров в море Лаптевых, в юго-восточной части архипелага Северная Земля. Расположен в Таймырском Долгано-Ненецком районе Красноярского края России.
Был открыт 3 сентября 1913 года экспедицией Бориса Андреевича Вилькицкого и назван первооткрывателем «Остров Цесаревича Алексея»; он стал первым из открытых экспедицией островов архипелага. В 1926 году был переименован в «Малый Таймыр».
Площадь около 250 км². Протяжённость с запада на восток 29 км, максимальная ширина 10 км. Высота до 30 м (холм Высокая Горка, расположен в южной части острова). Сложен флювиогляциальными и морскими отложениями (пески, суглинки). Покрыт главным образом мхами и лишайниками.

## Географическое положение
Находится в 42 километрах к юго-востоку от острова Большевик. Холмистый, сильно пересечённый оврагами остров Малый Таймыр постепенно повышается к югу. Северный берег острова низок и изрезан значительнее, чем южный; он представляет собой чередование обрывов высотой 6 — 15 метров, сложенных из песчаника, под которым находится вечная мерзлота. Откосы подвергаются интенсивному разрушению. На острове 4 ручья протяжённостью 5 — 6 км (Холодный, Илистый, Правый Тундровый, Продольный) и несколько более мелких. Большинство из них текут с юга на север.

## Географические объекты острова
- Мыс Низкий — Высотой до 1,5 метров является западной оконечностью острова Малый Таймыр. Мыс представляет собой оконечность галечной косы, тянущейся на 1,4 километра к северу параллельно берегу острова.
- Полярная станция Остров Малый Таймыр — Расположена на мысе Оглоблина, выступающем от южного берега острова в 8 километрах к северо-западу от мыса Низкий. Функционировала с 1943 года по 1994 год.
- Мыс Мурманец — Является южной оконечностью острова Малый Таймыр и представляет собой небольшую косу, тянущуюся на запад. Берег к северо-востоку от мыса на протяжении 6 километров обрывистый. Глубины к югу от мыса Мурманец увеличиваются постепенно. Недалеко от мыса, на холме установлен памятный знак.
- Мыс Фирфарова — северная оконечность острова Малый Таймыр, представляет собой пологий выступ галечной косы высотой около 5 метров, отделяющей от моря лагуну.

## Близлежащие малые острова
- Остров Октябрёнок — округлый остров диаметров около 1,3 километра с небольшим заливом в южной части. Лежит в 250 метрах к северу от острова Малый Таймыр в районе мыса Намывного.
- Остров Изменчивый — остров длиной около 1,4 километра вытянутой формы с выдающимся на юг полуостровом в средней части. Находится в 300 метрах к северу от острова Малый Таймыр недалеко от устья ручья Холодного.

Кроме этого, как минимум 12 безымянных островов вдоль северного побережья острова Малый Таймыр.